# Etherpad
Etherpad (раніше також відомий як EtherPad, читається езерпад) — це вебзастосунок-текстовий редактор для спільного редагування в реальному часі, що дозволяє авторам моментально редагувати текстовий документ і бачити редагування всіх інших учасників в реальному часі, з можливістю відображати внесок кожного автора окремим кольором. Також є чат який уможливлює meta спілкування.